# Money Sucks, Friends Rule
Money Sucks, Friends Rule är ett album från 2014 av Dillon Francis. Detta är hans debutalbum.

## Låtlista
1. All That (feat. Twista & The Rejectz)
2. Get Low (Dillon Francis & Dj Snake)
3. When We Were Young (feat. The Chain Gang of 1974)
4. Set Me Free (Dillon Francis & Martin Garrix)
5. Drunk All the Time (feat. Simon Lord)
6. Love in the Middle of a Firefight (feat. Brendon Urie)
7. Not Butter
8. I Can't Take It
9. We Are Impossible (feat. The Presets)
10. We Make IT Bounce (feat. Major Lazer & Stylo G)
11. What's That Spell (feat. TJR)
12. Hurricane (feat. Lily Elise)